# Michigan State University Women's Volleyball
La Michigan State University Women's Volleyball è la squadra pallavolo femminile appartenente alla Michigan State University, con sede a East Lansing (Michigan): milita nella Big Ten Conference della NCAA Division I.

## Storia
Il programma di pallavolo femminile della Michigan State University nasce nel 1972: la prima allenatrice delle Spartans è Carol Davis, in carica per un biennio, da cui eredita le redini della squadra Annelies Knoppers, che la guida per undici anni, accompagnandola nella migrazione dalla AIAW Division I alla NCAA Division I. 
Dopo sette anni di gestione affidata a Ginger Mayson, nel 1993 Chuck Erbe viene nominato allenatore della squadra e resta in carica per dodici anni, vincendo due volte la Big Ten Conference e centrando dieci volte la qualificazione alla post-season: nel torneo 1995 le Spartans si qualificano alla prima Final 4 della loro storia, eliminate in semifinale dalle future campionesse della University of Nebraska, mentre nel torneo successivo si spingono fino alle finali regionali.
Nel 2005 la carica di allenatrice viene affidata a Cathy George, che guida il programma quasi ogni anno al torneo regionale, raggiungendo le finali nel 2017.

## Record
| Piazzamento          |    | Edizione                                                        |
| -------------------- | -- | --------------------------------------------------------------- |
| Tornei NCAA          | 20 | Semifinali: 1 1995                                              |
| Tornei NCAA          | 20 | Elite Eight: 2 1996, 2017                                       |
| Tornei NCAA          | 20 | Sweet Sixteen: 4 2002, 2007, 2012, 2013                         |
| Tornei NCAA          | 20 | Secondo turno: 8 1997, 1999, 2000, 2001, 2011, 2014, 2015, 2016 |
| Tornei NCAA          | 20 | Primo turno: 5 1994, 1998, 2003, 2006, 2009                     |
| Titoli di conference | 2  | Big Ten Conference: 2 1995, 1996                                |

## Conference
- Big Ten Conference: 1981-

## National Coach of the Year
- Chuck Erbe (1995)

## All-America

### First Team
- Dana Cooke (1995)
- Valerie Sterk (1995, 1996)
- Jenna Wrobel (1998)

### Second Team
- Erin Hartley (2001)
- Lauren Wicinski (2012, 2013)
- Alyssa Garvelink (2016, 2017)
- Autumn Bailey (2017)

### Third Team
- Ashley Schatzle (2007)
- Janilee Rathje (2011)
- Lauren Wicinski (2011)
- Kori Moster (2013)

## Allenatori
- Carol Davis: 1972-1973
- Annelies Knoppers: 1974-1984
- Ginger Mayson: 1985-1992
- Chuck Erbe: 1993-2004
- Cathy George: 2005-